# Эль-Тарф
Эль-Тарф, Эт-Тарф (араб. الطارف‎) — город на северо-востоке Алжира, административный центр одноимённого вилайета.

## Географическое положение
Город находится в восточной части вилайи, поблизости от границы с Тунисом, к югу от реки Уэд-эль-Кебир. Абсолютная высота — 14 метров над уровнем моря.

Эль-Тарф расположен на расстоянии приблизительно 470 километров к востоку от столицы страны Алжира.

## Демография
По данным переписи, на 2008 год население составляло 25 594 человека.
Динамика численности населения города по годам:
| 1977  | 1987   | 1998   | 2008   | 2012   |
| ----- | ------ | ------ | ------ | ------ |
| 4 941 | 11 141 | 20 190 | 25 594 | 29 717 |

## Транспорт
Ближайший аэропорт расположен в городе Аннаба.